# La Paloma (sala de ball)
La Paloma és una sala de ball situada al carrer del Tigre, 27 del Raval de Barcelona. És una de les més antigues i famoses de Catalunya. Malgrat que el seu aspecte exterior conserva la fesomia de nau industrial que havia estat anteriorment, el seu interior gaudeix d'una decoració luxosa i abarrocada de regust francès que li proporciona una distinció i un atractiu característics, obra de Manuel Mestre, i les pintures del sostre són del que fou escenògraf del Gran Teatre del Liceu, Salvador Alarma i Tastàs.

## Història
La Paloma fou fundada per tres ciutadans: el senyor Sorrilla, que va posar-se al davant del negoci en qualitat d'administrador; el senyor Ustrell regent del bar, i el senyor Baliarda, director de la banda de música. Les reformes van començar el 1903, però no es varen acabar fins al 1915, moment en què es va construir la galeria del primer pis amb quatre trams d'escala per accedir-hi. El 1919, Manuel Mestre hi va afegir les motllures i relleus daurats per donar-li un aire més luxós.
L'any 1907, Ramon Daura es quedà amb la propietat i canvià el nom per La Camèlia Blanca. Un any més tard, tornà a canviar el nom per Saló Venus Sport, denominació que traduïda al castellà (Salón Venus Deporte) perdurà molt de temps fins a la seva rehabilitació amb estètica camp quan ressuscità el primitiu nom de La Paloma. Més tard, el fill de Jaume Daura volia convertir el local en un autèntic palau del ball, i el 1928 s'hi va instal·lar la gran làmpada que presideix la pista. Durant la guerra civil espanyola, la sala va ser reconvertida en galeria de tir i després, ja a la dictadura, va tornar a ser una sala de ball.
El desembre del 2006 va ser clausurada per l'Ajuntament de Barcelona, a causa de l'ordenança que prohibeix els locals amb excés de soroll. El març del 2010, la sentència del jutjat contenciós-administratiu número 14 de Barcelona, va estimar que el cessament d'activitats no s'hi havia realitzat de forma ajustada a dret i va anul·lar el tancament municipal. Tanmateix, l'Ajuntament va presentar-hi un recurs de cassació, mantingut amb el canvi de govern municipal del 2011.

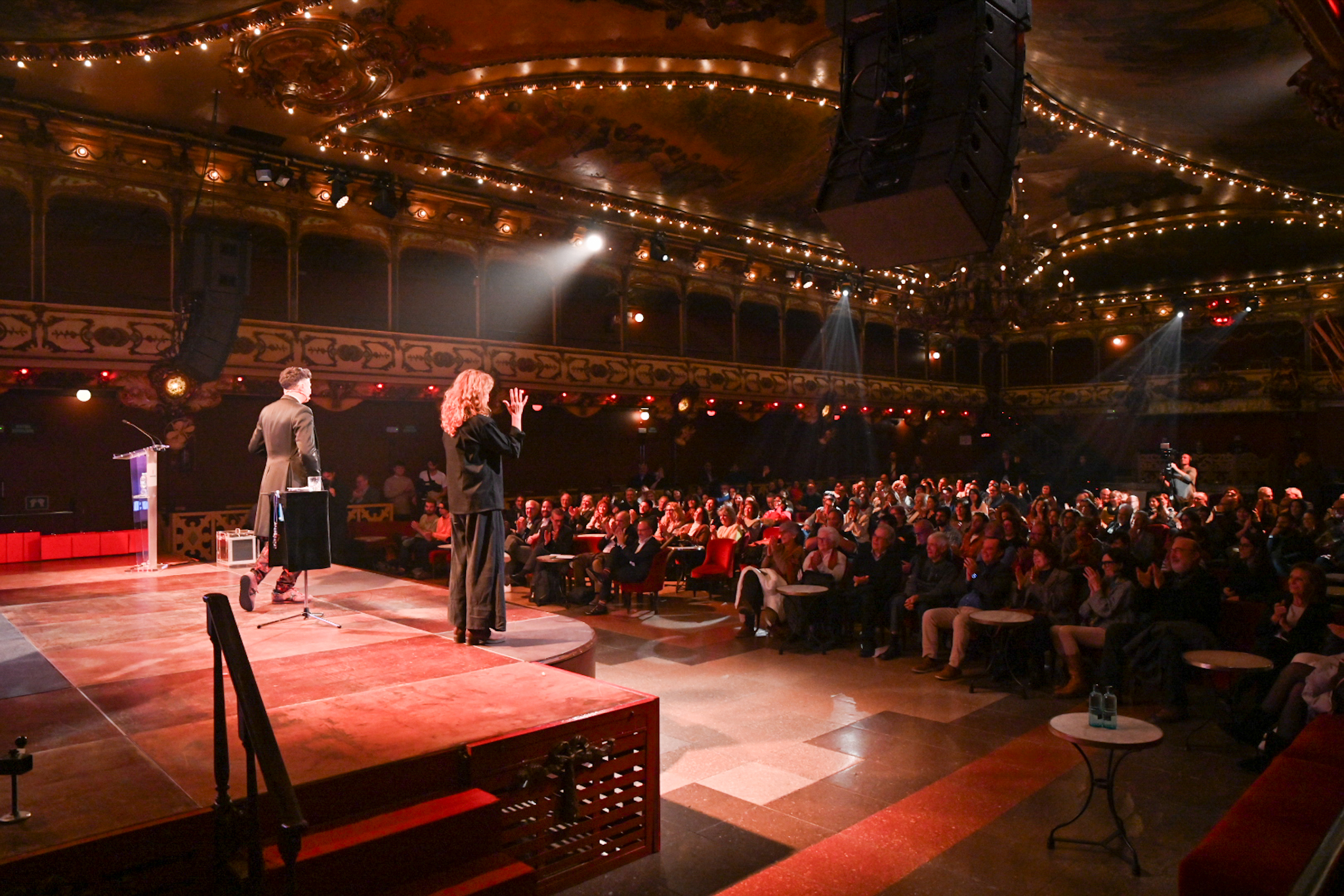
Interior de La Paloma durant un acte de premis